# شن و ماسه
شن و ماسه قسمت اصلی بتن را تشکیل می‌دهند. وبا توجه به مقاومت ساختمان‌های بتنی در مقابل عوامل جوی و عمر طولانی تر آن نسبت به ساختمان‌های فلزی و آجری؛ و همچنین با توجه به امکان تهیه سریع و ارزان و آسان مصالحی که برای ساختن ساختمان‌های بتنی مصرف می‌شود که قسمت عمده شن و ماسه می‌باشد، جا دارد در مورد شن و ماسه مطالعات بیشتری صورت گیرد.
جنس و خصوصیات مختلف شن و ماسه در هر ناحیه متفاوت می‌باشد به این دلیل مطالعات انجام شده ممالک دیگر به‌طور کامل و دقیق برای ما قابل استفاده نیست چه بسا برای مملکت پهناوری مثل ایران باید شن و ماسه و حتی سنگ و خاک هر ناحیه به‌طور جداگانه مورد مطالعه قرار گرفته و مشخصات معینی برای آن تهیه شود مخصوصاً رفتار آن‌ها در بتن روشن گردد.
با توجه به اینکه از ملات برای نواحی مختلف یک ساختمان استفاده می‌شود. مثلاً ممکن است از ملات برای پوشش کانال‌های فاضلاب استفاده گردد لذا باید رفتار سنگدانه‌ها در مقابل اسیدها و بازها مخصوصاً سولفات روشن باشد.

## محلهای مصرف شن و ماسه در ساختمان
علاوه بر مصرف شن و ماسه در ساختمان‌های بتنی که اصلی‌ترین و مهم‌ترین محل مصرف شن و ماسه، است این مصالح در نقاط مختلف کلیه ساختمان‌ها مورد مصرف دارد. از جمله در پی‌سازی قریب به اتفاق ساختمان‌ها که از دو طبقه بیشتر است از بتن استفاده می‌گردد که باید در ساختمان بتن شن و ماسه مصرف شود همچنین در ساختمان‌های آجری برای چیدن آجر از ملات ماسه و سیمان استفاده می‌نمایند. برای فرش موزائیک و نصب کاشی از ملات ماسه و سیمان استفاده می‌کنیم. همچنین برای دانه بندی کف فضاهایی که روی زمین ساخته می‌شود (هم کف یا زیر زمین) برای آنکه از نفوذ رطوبت به سطح جلوگیری شود از شن با ابعاد مختلف استفاده می‌گردد و علاوه بر اینها برای محفوظ نگاه داشتن لوله‌های تأسیسات که در ایران معمولاً از کف ساختمان عبور می‌کند علاوه بر ضد زنگ –پشم شیشه-نایلون پیچی روی لوله‌ها را با یک لایه ماسه غیر آهکی می‌پوشانند تا مواد آهکی که احتمالاً در پوکه یا ملات وجود دارد روی آن اثر نکند.
مؤسسه استاندارد و تحقیقات صنعتی ایران به موجب استاندارد شماره ۲۹۹ محل مصرف ماسه را به‌طور کلی در ملات‌سازی –بتن و بتن مسلح-آجر ماسه آهکی – آجر نسوز – ریخته‌گری-شیشه سازی. صافی‌ها (فیلتر) می‌داند و برای هر کدام استاندارد معینی را تدوین نموده‌است.

## ابعاد شن و ماسه
به دانه‌های ریز ماسه بادی و برای دانه‌های درشت تر ماسه و همین‌طور برای دانه‌های درشت تر شن و قلوه سنگ، پاره سنگ تخته سنگ-صخره و غیره را می‌گویند. در صنعت ساختمان به دانه‌های سنگی که قطر آن در حدود دو میلی‌متر یا کوچکتر باشد ماسه می‌گویند و به دانه‌های سنگی که قطر آن از دو میلی‌متر بزرگتر باشد شن نخودی و به دانه‌های بزرگتر از شش میلی‌متر شن می‌گویند. به‌طور کلی بهترین دانه بندی برای ماسه آنست که قطر۳۳ درصد دانه‌های آن بین ۰/۰۸ میلی‌متر تا ۰/۵ میلی‌متر و۳۳ درصد دانه‌های آن بین ۰/۵ میلی‌متر تا ۱ میلی‌متر و بقیه دانه‌های آن بین ۱ میلی‌متر تا۲ میلی‌متر باشد.
مؤسسه استاندارد و تحقیقات صنعتی ایران به موجب استاندارد شماره۲۹۹ ابعاد ماسه را از لحاظ نرمی به سه دسته تقسیم کرده‌است. ماسه نرم از ۰۶/۰ میلی‌متر تا۲/۰ میلی‌متر ماسه متوسط از ۲/۰ میلی‌متر تا۶/۰ میلی‌متر و بالاخره ماسه درشت از۶/۰میلیمتر تا۲ میلی‌متر و به موجب همان استاندارد ماسه از لحاظ اسم به چهار دسته تقسیم می‌شود :ماسه بادی-ماسه ساحلی-ماسه آبرفتی-ماسه یخچالی لازم است ذکر شود که در بازار کار و کارگاه‌های ایران به جز ماسه بادی سایر اسامی برای ماسه رایج نیست.